# Tka9
Tka9 är beteckningen på en serie finländska motortrallor. Det finns endast en individ i serien kvar: Railbear 330 (nr 91901) byggd av Saalasti och ägd av det statliga banunderhållsföretaget Maansiirto Veli Hyyryläinen Oy.